# Tech Music Schools
 (octobre 2022).
 (octobre 2022).
La mise en forme du texte ne suit pas les recommandations de Wikipédia : il faut le « wikifier ».
Les points d'amélioration suivants sont les cas les plus fréquents. Le détail des points à revoir est peut-être précisé sur la page de discussion.
- Les titres sont pré-formatés par le logiciel. Ils ne sont ni en capitales, ni en gras.
- Le texte ne doit pas être écrit en capitales (les noms de famille non plus), ni en gras, ni en italique, ni en « petit »…
- Le gras n'est utilisé que pour surligner le titre de l'article dans l'introduction, une seule fois.
- L'italique est rarement utilisé : mots en langue étrangère, titres d'œuvres, noms de bateaux, etc.
- Les citations ne sont pas en italique mais en corps de texte normal. Elles sont entourées par des guillemets français : « et ».
- Les listes à puces sont à éviter, des paragraphes rédigés étant largement préférés. Les tableaux sont à réserver à la présentation de données structurées (résultats, etc.).
- Les appels de note de bas de page (petits chiffres en exposant, introduits par l'outil «  Source ») sont à placer entre la fin de phrase et le point final[comme ça].
- Les liens internes (vers d'autres articles de Wikipédia) sont à choisir avec parcimonie. Créez des liens vers des articles approfondissant le sujet. Les termes génériques sans rapport avec le sujet sont à éviter, ainsi que les répétitions de liens vers un même terme.
- Les liens externes sont à placer uniquement dans une section « Liens externes », à la fin de l'article. Ces liens sont à choisir avec parcimonie suivant les règles définies. Si un lien sert de source à l'article, son insertion dans le texte est à faire par les notes de bas de page.
- La présentation des références doit suivre les conventions bibliographiques. Il est recommandé d'utiliser les modèles {{Ouvrage}}, {{Chapitre}}, {{Article}}, {{Lien web}} et/ou {{Bibliographie}}. Le mode d'édition visuel peut mettre en forme automatiquement les références.
- Insérer une infobox (cadre d'informations à droite) n'est pas obligatoire pour parachever la mise en page.

Pour une aide détaillée, merci de consulter Aide:Wikification.
Si vous pensez que ces points ont été résolus, vous pouvez retirer ce bandeau et améliorer la mise en forme d'un autre article.
La Tech Music School est une école de musique contemporaine. Les instruments proposés sont Batterie, Guitare, Bass et Chant.
Réputée[Par qui ?] comme étant l'une des meilleures écoles du genre en Europe[non neutre], la Tech Music School est aussi connue pour la réussite de certains de ses élèves, incluant Phil Selway et Ed O'Brien de Radiohead. Gordon Moakes, de Bloc Party a déclaré que le groupe avait pour habitude de répéter à l'école lorsque Olly Betts, étudiant de la Drumtech, était leur batteur.

## Histoire
Fondées en 1983 par le professeur de batterie Francis Seriau, et décrites comme les premières écoles de musique contemporaine, les Tech Music Schools se sont développées en universités de musique contemporaine complètes qui forment les musiciens pour en faire des interprètes professionnels, et sont accréditées par la Thames Valley University.
Les Tech Music Schools ont une réputation internationale et ont un grand nombre d'étudiants venant d'Europe, Asie, Afrique et États-Unis d'Amérique. Drumtech a été mise en lumière en 2007 sur la BBC dans la série Play It Again, épisode 3, dans lequel la célébrité Aled Jones apprend à jouer de la batterie avec l'aide d'un des professeurs de la Drumtech, Eric Stams.
Un sondage ayant pour but de désigner le meilleur Riff de guitare de tous les temps, effectué parmi les étudiants de Tech Music Schools, a reçu une grande attention de la part des médias en 2008 et 2009. Ce sondage a été choisi comme sujet principal des BBC Breakfast news du 2 avril 2008 et a été couvert par le Daily Mail, The Telegraph et The Metro. Les résultats du sondage ont fait l'objet de nombreux débats et commentaires en ligne.
Depuis Octobre 2013, la Tech Music School a investi dans un nouveau bâtiment à Effie Road dans le quartier de Fulham. Les infrastructures y sont plus modernes que dans l'ancien bâtiment (situé à Acton) et l'école peut maintenant accueillir près de 1000 élèves.

## Différents Cursus
La Tech Music School propose différents cursus (du BTEC au BA) dans différentes disciplines :
-La Popular Music Performance, qui consiste à maitriser différents styles, savoir jouer en groupe et progresser individuellement. On peut y entrer pour le chant (Vocals) la guitare (Guitar), la basse (Bass) et la batterie (Drums). On peut y réaliser un BTEC (durée : 1 an) ou un BA (durée : 3 ans, équivalent en France d'une licence).
-Le Creative Musicianship, qui consiste à apprendre aux élèves à développer leur créativité individuelle. Ce cursus diffère du premier car il ne travaille pas sur la maitrise des styles mais plutôt sur l'expansion de son propre style. De plus, il n'existe pas de BTEC dans ce domaine, seule la licence est proposée. Il est recommandé de suivre ce cursus plutôt que le premier si l'on veut devenir musicien-compositeur à part entière et non musicien de session. (durée : 3 ans)
-Le Songwriting, au cours duquel un élève apprend à composer des chansons, de la section rythmique à l'écriture des paroles. (durée : 3 ans)
-Le Music Production, qui correspondrait à des études d'ingénieur du son en France. En 3 ans, un élève apprend à maitriser la création d'une chanson, de l'enregistrement jusqu'au mastering. (durée : 3 ans)
-Le Music Business, qui consiste à maitriser les bases de l'industrie musicale d'aujourd'hui. D'ici 2015, ce cursus devrait se doter d'une possibilité de poursuivre jusqu'au masters.(durée : 3 ans et 4 ans à partir de 2015)

## Parrains
- Nick Beggs
- Rob Burns
- Sam Brown
- Billy Cobham
- Jason Cooper
- Gary Husband
- John Jorgensen
- Andy Newmark
- Billy Ocean
- Ralph Salmins
- Rick Wakeman
- Gregg Wright

## Élèves célèbres
- Mick Avory - The Kinks
- Richard Beasley - Gary Numan
- Olly Betts[10]  - The Duke Spirit, Bloc Party
- Jon Brookes - The Charlatans
- Julien Brown - A1, Will Young, Kylie Minogue, Romeo, Heather Small, Lynden David Hall, Mica Paris, Kano, Mariah Carey
- Me'sha Bryan - Bryan Ferry
- Luke Bullen - KT Tunstall, Joe Strummer
- Rob Cieka - The Boo Radleys
- Laurence Colbert - Supergrass, Ride, The Jesus and Mary Chain
- Jason Cooper - The Cure
- Nathan "Tugg" Curran - Basement Jaxx, Reef
- Mark Decloedt - EMF
- Aaron ‘Breakbeat’ Fagan - Estelle, David Sneddon, Kanye West, Brandy, Marlon Saunders, Will Smith, John Legend, Nate James
- Graham Godfrey - Gabrielle, Soweto Kinch
- Brian Greene - George Benson, Cliff Richard
- Dominic Greensmith - Reef, Kubb
- Victoria Hart
- Mark Heaney - The Seahorses
- Ged Lynch - Black Grape, Peter Gabriel, Electronic, Public Enemy
- Tom Meadows - Lucie Silvas, Girls Aloud
- Aditya Narayan - Sa Re Ga Ma Pa
- Ed O'Brien - Radiohead
- Andie Rathbone - Mansun
- Mark Roberts - Massive Attack, Neneh Cherry, D:Ream
- Phil Selway - Radiohead
- Ashley Soan - Faithless, Squeeze, Del Amitri, Hear'Say, Lewis Taylor
- Sebastian Steinberg - Lily Allen
- Amy Studt
- Justin Welch - Elastica
- Pick Withers - Dire Straits
- Zarif
- Nicolas Bastos - Dagoba

## Bourses et intendances
Les écoles offrent un grand nombre de bourses, en partenariat avec différents magazines ainsi que d'autres partenaires médiatiques incluant les bourses de la Music Sound Foundation EMI qui sont délivrées à seulement sept écoles au Royaume-Uni et dont les parrains incluent George Martin, Paul McCartney, Yoko Ono, Simon Rattle, Cliff Richard, Diana Ross, Mstislav Rostropovich et Tina Turner.
Parmi les partenaires de cours, on trouve The Stage, Marshall Amplification, Rhythm magazine, Total Guitar magazine, Guitar Part magazine (magazine français), Percussioni magazine (magazine italien). Les écoles se sont engagées pour soutenir les Music Manifesto.